# Gottlieb
Gottlieb (anteriormente D. Gottlieb & Co.) fue una compañía estadounidense de juegos de arcade con sede en Chicago, Illinois. La oficina principal y la planta estaban ubicadas en 1140-50 N. Kostner Avenue hasta principios de la década de 1970, cuando se ubicaron una nueva y moderna planta y oficina en 165 W. Lake Street en Northlake, IL. Se ubicó una planta de subensamblaje en Fargo, Dakota del Norte. La compañía fue fundada por David Gottlieb en 1927, inicialmente produciendo máquinas de pinball y luego se expandió a varios otros juegos, incluidos pitch-and-bats, juegos de bolos y, finalmente, juegos de video arcade (en particular, Reactor y Q*bert y, lo que llevó a la desaparición de Mylstar, M*A*C*H*3.)[cita requerida]
Al igual que otros fabricantes, Gottlieb fabricó por primera vez máquinas de pinball mecánicas, incluida la primera máquina de pinball que funciona con monedas, Baffle Ball, en 1931. Las máquinas electromecánicas se produjeron a partir de 1935. El desarrollo en 1947 de bates de 2 pulgadas accionados por un jugador y accionados por solenoide llamados flipper revolucionó la industria. Los jugadores ahora tenían la capacidad de disparar la pelota de regreso al campo de juego y obtener más puntos. Los flipper aparecieron por primera vez en un juego de Gottlieb llamado Humpty Dumpty, diseñado por Harry Mabs. En ese momento, los juegos también se destacaron por su obra de arte de Roy Parker.
A fines de la década de 1950, la compañía hizo un uso más generalizado de los paneles de puntuación digitales, lo que hizo que los juegos de varios jugadores fueran más prácticos, ya que la mayoría de las puntuaciones se expresaban mediante series desordenadas de luces en la caja posterior. Los paneles de puntuación aparecieron finalmente en juegos de un solo jugador, ahora conocidos como "wedgeheads" debido a su forma distintiva de caja posterior ahusada. En la década de 1970, el arte de los juegos de Gottlieb casi siempre era de Gordon Morison, y la compañía había comenzado a diseñar sus juegos con flipper más largas de 3 pulgadas, ahora el estándar de la industria.
La empresa comenzó a manufacturar mesas con tecnología electrónica de estado sólido partir de finales de la década de 1970. Los primeros fueron remakes de máquinas electromecánicas como Joker Poker y Charlie's Angels. En ese momento, las mesas usaban paneles de puntuación y estado de juego análogos (wedgehead). La última mesa basada en dwedgehead fueTKO (1979) y la última máquina para un solo jugador fue Asteroid Annie and The Aliens (1980).
Gottlieb fue comprada por Columbia Pictures en 1976. En 1983, después de que The Coca-Cola Company adquiriera Columbia, Gottlieb pasó a llamarse Mylstar Electronics, pero resultó ser de corta duración. En 1984, la industria de los videojuegos en América del Norte estaba en medio de una reestructuración y Columbia cerró Mylstar a fines de septiembre de 1984. Un grupo de gestión, dirigido por Gilbert G. Pollock, compró los activos de pinball de Mylstar en octubre de 1984 y continuó la fabricación de máquinas de pinball bajo una nueva empresa, Premier Technology. Como resultado de esto, una serie de prototipos de juegos de arcade de Mylstar, que no fueron comprados por los inversores, nunca se lanzaron. Premier produjo un último juego de arcade, Exterminator de 1989. Premier Technology, que volvió a vender máquinas de pinball con el nombre de Gottlieb después de la compra, continuó en funcionamiento hasta mediados de 1996.
La empresa trató de mantener la industria hasta su disolución. El problema fue que Premier Technology compró una empresa llamada SMS con la esperanza de hacer video lotería y, en última instancia, máquinas tragamonedas. También estaban desarrollando un juego de mesa de blackjack electrónico (esto fue a principios de la década de 1990). En juegos y video lotería, cada jurisdicción requiere una licencia separada y lleva mucho tiempo obtener la aprobación. Para 1996, Premier solo tenía 1 o 2 jurisdicciones aprobadas para vender máquinas de juego.
Mientras tanto, estaban pagando intereses sobre la deuda por la compra de SMS y las tasas de interés eran altas a principios de la década de 1990. Así que esta deuda agotó a la compañía antes de que pudieran hacer que la división de video lotería/juegos produjera ingresos, a pesar de las decentes ventas de mesas de pinball.
Premier no se declaró en quiebra, pero vendió todos sus activos en beneficio de sus acreedores.
La máquina de pinball más popular de Gottlieb fue Baffle Ball (lanzada a mediados de 1931), y su máquina final fue Barb Wire (principios de 1996).

## Licencias y derechos
La máquina de 1965 Gottlieb's Kings & Queens es interpretada por el personaje principal de la película de ópera rock de 1975, Tommy, sobre un mago del pinball psicosomáticamente ciego, sordo y mudo. Hoy en día, las máquinas de pinball de Gottlieb (junto con las distribuidas con los nombres Mylstar y Premier), así como las marcas comerciales "Gottlieb" y "D. Gottlieb & Co." (números de registro USPTO 1403592, 2292766 y 3288024, y otros números en países de todo el mundo), son propiedad de Gottlieb Development LLC de Pelham Manor, Nueva York. La mayoría de los videojuegos de Gottlieb son actualmente propiedad de Columbia Pictures.

## Videojuegos de Gottlieb

### Publicados
| - No Man's Land (1980) - New York! New York! (1981) - Reactor (1982) - Q*bert (1982) - Mad Planets (1983) | - Krull (1983) - Juno First (1983) - M.A.C.H. 3 (1983) - Us vs. Them (1984) | - The Three Stooges In Brides Is Brides (1984) - Q*bert Qubes (1983) - Curve Ball (1984) - Exterminator (1989) |

### Prototipos sin lanzar
| - Gridlee (1982) - Argus (1982) - Insector (1982) - Arena (1982) | - Quizimodo (1982) - Knightmare (1983) - Faster, Harder, More Challenging Q*bert (1983) - Screw Loose (1983) | - Tylz (1984) - Video Vince and the Game Factory (1984) - Wiz Warz (1984) |

## Mesas de pinball

### Puramente mecánicas
| - Bingo (1931) - Baffle Ball (1931) - Stop and Sock (1931) - Mibs (1931) | - Baffle ball senior (baffle ball variant) (1932) - Play-Boy (1932) - Brokers Tip (1933) | - Big Broadcast (1933) - Sunshine Baseball (1936) - Sweet Heart (1954) |

### Electromecánicas conflipper
| - Relay (1934) - Playboy (1937) - Humpty Dumpty #1 (1947) - Miss America (1947) - Lady Robin Hood (1947) - Jack 'n Jill (1948) - Olde King Cole (1948) - K. C. Jones (1949) - Bank-A-Ball #34 (1950) - Buffalo Bill (1950) - Knock Out (1950) - Triplets #40 (1950) - Minstrel Man (1951) - Disc Jockey (1952) - Skill Pool (1952) - Queen of Hearts (1952) - Quartette (1952) - Quintette (1953) - Gold Star (1954) - Dragonette (1954) - Diamond Lill (1954) - Hawaiian Beaty (1954) - Frontiersman (1955) - Southern Belle (1955) - Wishing Well #107 (1955) - Classy Bowler (1956) - Rainbow (1956) - Derby Day (1956) - Harbor Lights (1956) - Ace High (1957) - World Champ (1957) - Contest (1958) - Criss Cross (1958) - Picnic (1958) - Rocket Ship (1958) - Queen of Diamonds (1959) - Sweet Sioux (1959) - World Beauties (1959) - Around the world (1959) - Dancing Dolls (1960) - Flipper (1960) | - Texan(1960) - Foto Finish (1961) - Corral (1961) - Cover Girls (1962) - Flipper Clown (1962) - Olympics (1962) - Liberty Belle (1962) - Rack-A-Ball (1962) - Flying Chariots (1963) - Gigi (1963) - Slick Chick (1963) - Sweet Hearts (1963) - Swing Along (1963) - North Star (1964) - Bowling Queen (1964) - Bonanza (1964) - Happy Clown (1964) - Ship Mates (1964) - World Fair (1964) - Kings & Queens (1965) - Sky Line (1965) - Paradise 2 jugadores (1965) - Cow Poke (1965) - Bank-A-Ball (1965) - Central Park (1966) - Cross Town / Subway (1966) - Dancing Lady (1966) - Hawaiian Isle (1966) - Rancho (1966) - Hi-Score (1967) - Sea Side (1967) - Hit-A-Card (1967) - Sing Along (1967) - Super Duo (1967) - Super Score (1967) - Surf Side (1967) - "Four Seasons" (1968) - Domino (1968) - Fun Park (1968) - Fun Land (1968) - Paul Bunyan (1968) - Royal Guard (1968) | - Hi-Lo (1969) - Airport (1969) - Road Race (1969) - Groovy (1970) - Aquarius (1970) - Batter Up (1970) - Flip-A-Card (1970) - Snow Derby 2 jugadores (1970) - Snow Queen 4 jugadores (1970) - Dimension (1971) - 4 Square (1971) - 2001 #298 (1971) - Flying Carpet #310 (1972) - Jungle (1972) - King Kool (1972) - Outer Space (2 jugadores) (1972) - Jumping Jack (2 jugadores) (1973) - Jack In The Box (4 jugadores) (1973) - Jungle King (1 jugador) (1973) - Wild Life (2 jugador) (1973) - Jungle (4 jugador) (1973) - Pro Pool (1973) - Pro-Football (1973) - Big Shot 2 jugadores (1973) - Hot Shot 4 jugadores (1973) - High Hand (1973) - Top Card 1 jugadores (1974) - Big Indian #356 (1974) - Far Out 4 jugadores (1974) - Duotron 2 jugadores (1974) - Magnotron 4 jugadores (1974) - Sky Jump (1974) - Spin Out (1975) - Super Soccer #367 (1975) - Quick Draw (1975) - Fast Draw #379 (1975) - Abracadabra #380 (1975) - Spirit of 76 #381 (1975) - Spin Out (1975) - Pioneer #382 (1975) - "300" #388 (1975) | - Atlantis (1975) - El Dorado (1975) - Buccaneer (1976) - Surf Champ (1976) - Card Whiz 2 jugador version of Royal Flush (1976) - Royal Flush 4 jugador version of Card Whiz (1976) - Sure Shot (1976) - Bank Shot (1976) - Target Alpha (1976) - Volley (1976) - Solar City (1976) - Bronco 4 jugadores (1977) - Golden Arrow (1977) - Fire Queen 2 jugadores (1977) - Jet Spin 4 jugadores (1977) - Mustang 2 jugadores (1977) - Genie (1977) - Team One (1977) - Cleopatra (1977) - Fire Queen (1977) - Vulcan (1977) - Gridiron (1977) - Jacks Open (1977) - Lucky Hand (1977) - Jungle Princess (1977) - Jungle Queen (1977) - Pyramid (1978) - Strange World (1978) - Neptune (1978) - Sinbad (1978) - Eye Of The Tiger (1978) - Poseidon (1978) - Hit the Deck (1978) - Joker Poker (1978) - Close Encounters of the Third Kind (1978) - Dragon (1978) - Gemini (1978) - Rock Star (1978) - Blue Note (1979) - T.K.O. (1979) - Space Walk (1979) |

### Mesas de Pinball System 1
| - Cleopatra #409 (1977) - Sinbad #412 (1978) - Joker Poker #417 (1978) - Dragon #419 (1978) - Solar Ride #421 (1979) - Charlie's Angels #425 (1978) | - Close Encounters of the Third Kind #424 (1978) - Count-Down #422 (1979) - Pinball Pool #427 (1979) - Totem #429 (1979) - The Incredible Hulk #433 (1979) | - Genie #435 (1979) - mesa ancha - Buck Rogers #437 (1980) - Torch #438 (1980) - Roller Disco #440 (1980) - mesa ancha - Asteroid Annie and the Aliens #442 (1980) |

### Mesas de pinball System 80
| - Panthera #652 (1980) - The Amazing Spider-Man #653 (1980) - Circus #654 (1980) - Counterforce #656 (1980) - Star Race #657 (1980) | - James Bond 007 #658 (1980) - Time Line #659 (1980) - Force II #661 (1981) - Pink Panther #664 (1981) - Mars God of War #666 (1981) | - Volcano #667 (1981) - Black Hole #668 (1981) - Haunted House #669 (1982) - Eclipse #671 (1982) |

### Mesas de pinball System 80A
| - Devil's Dare #670 (1982) - Rocky #672 (1982) - Spirit #673 (1982) - Punk! #674 (1982) - Caveman #PV810 (1982) - Striker #675 (1982) - Krull #676 (1983) | - Q*bert's Quest #677 (1983) - Super Orbit #680 (1983) - Royal Flush Deluxe #681 (1983) - Goin' Nuts #682 (1983) - Amazon Hunt #684 (1983) - Rack 'Em Up! #685 (1983) - Ready...Aim...Fire! #686 (1983) | - Jacks to Open #687 (1984) - Touchdown #688 (1984) - Alien Star #689A (1984) - The Games #691 (1984) - El Dorado City of Gold #692 (1984) - Ice Fever #695 (1985) |

### Mesas de pinball System 80B
| - Bounty Hunter #694 (1985) - Chicago Cubs Triple Play #696 (1985) - Rock #697 (1985) - Tag-Team Pinball #698 (1985) - Ace High #700 (1985) - never produced - Raven #702 (1986) - Hollywood Heat #703 (1986) - Rock Encore #704 (1986) - conversion kit for Rock | - Genesis #705 (1986) - Spring Break #706 (1987) - Gold Wings #707 (1986) - Monte Carlo #708 (1987) - Arena #709 (1987) - Victory #710 (1987) - Diamond Lady #711 (1988) | - TX-Sector #712 (1988) - Big House #713 (1988) - Robo-War #714 (1988) - Excalibur #715 (1988) - Bad Girls #717 (1988) - Hot Shots #718 (1989) - Bone Busters, Inc. #719 (1989) |

### Mesas de pinball System 3
| - Lights...Camera...Action! #720 (1989) - Silver Slugger #722 (1990) - Vegas #723 (1990) - Deadly Weapon #724 (1990) - Title Fight #726 (1990) - Car Hop #725 (1991) - Hoops #727 (1991) - Cactus Jack's #729 (1991) - Class of 1812 #730 (1991) - Amazon Hunt III #684D (1991) | - Surf 'N Safari #731 (1991) - Operation Thunder #732 (1992) - Super Mario Bros. #733 (1992) - Super Mario Bros. - Mushroom World #N105 (1992) - Cue Ball Wizard #734 (1992) - Street Fighter II #735 (1993) - Tee'd Off #736 (1993) - Gladiators #737 (1993) - Wipe Out #738 (1993) - Rescue 911 #740 (1994) | - World Challenge Soccer #741 (1994) - Stargate #742 (1995) - Shaq Attaq #743 (1995) - estelarizada por Shaquille O'Neal - Freddy: A Nightmare on Elm Street #744 (1994) - Frank Thomas' Big Hurt #745 (1995) - Waterworld #746 (1995) - Mario Andretti #747 (1995) - Strikes 'n' Spares (1995) - Barb Wire (pinball) #748 (1996) - Brooks N' Dunn #749 |

Gottlieb fue el último en introducir un sistema de estado sólido y el último en dejar de fabricar juegos electromecánicos. La primera versión del hardware de pinball de estado sólido de Gottlieb se llamó System 1 y tenía muchas características sin documentar. Diseñado y desarrollado por el Grupo de Microelectrónica de Rockwell International de Newport Beach, CA, con fabricación y ensamblaje final de placas de circuito en El Paso, Texas. Probablemente se apresuró a competir con los nuevos juegos de estado sólido de otros fabricantes, particularmente Bally.[cita requerida] Una plataforma completamente nueva fue producida en 1980, System 80, que fue refinada en System 80A y System 80B. Siguiendo la plataforma System 80, una nueva plataforma llamada System 3 se lanzó por primera vez en 1989 y se utilizó hasta el cierre de la empresa.